# Graskalknetje
Het graskalknetje (Badhamia foliicola) is een slijmzwam die behoort tot de familie Physaraceae. Het leeft saprotroof op grassen in graslanden en hooilanden op blad, plantaardig afval en goed onderhouden gazons.

## Kenmerken
De sporangia staan meestal in groepen. De diameter is 0,5 tot 0,6 mm. De kleur is grijs met een blauwe of groene weerschijn. Het hypothallus is kleurloos of lichtgeel. Indien aanwezig is de steel kort, dun en zonder kalk.
Het capillitium is fijn, kleinmazig en helemaal gevuld met witte kalk. De buizen zijn glad en dun. De sporen zijn donkerbruin in bulk, lilabruin bij door doorvallend licht, meten 10 tot 12 micron en zijn bezet met verspreid staande donkere wratjes. Het plasmodium heeft een gele kleur.

## Verspreiding
In Nederland komt het graskalknetje matig algemeen voor. Het staat niet op de rode lijst en is niet bedreigd.

## Foto's

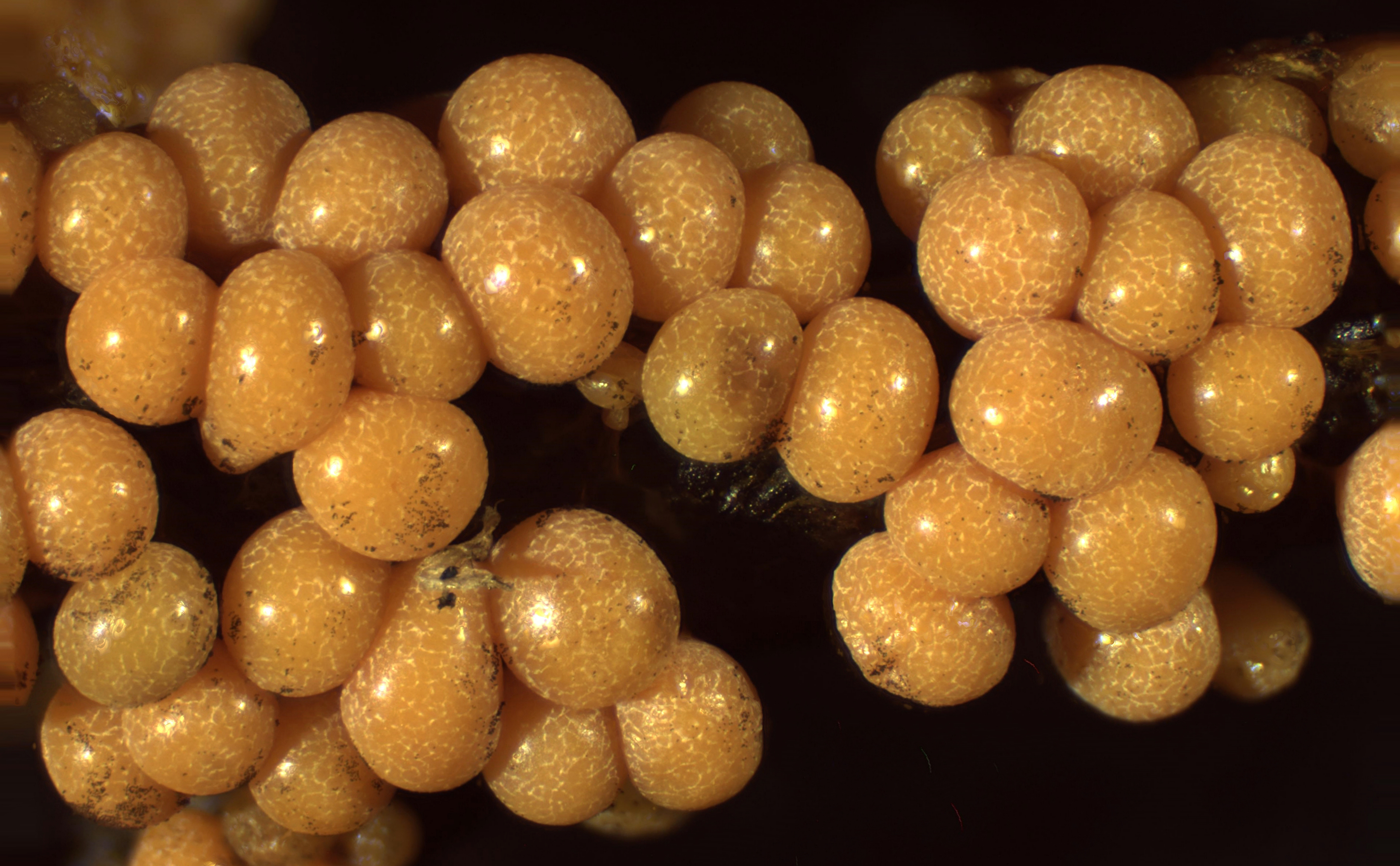
Jonge vruchtlichamen
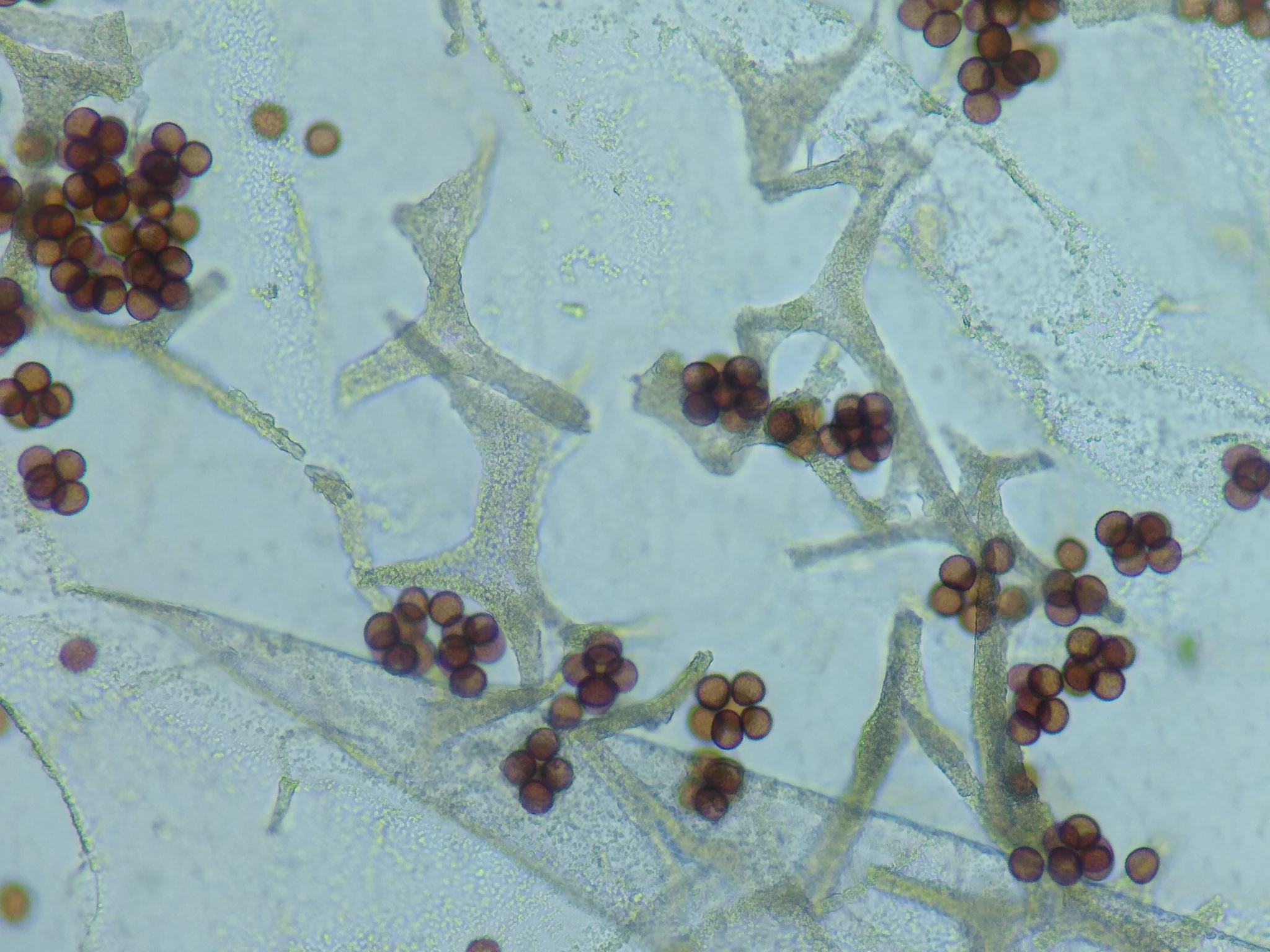
Capillitia
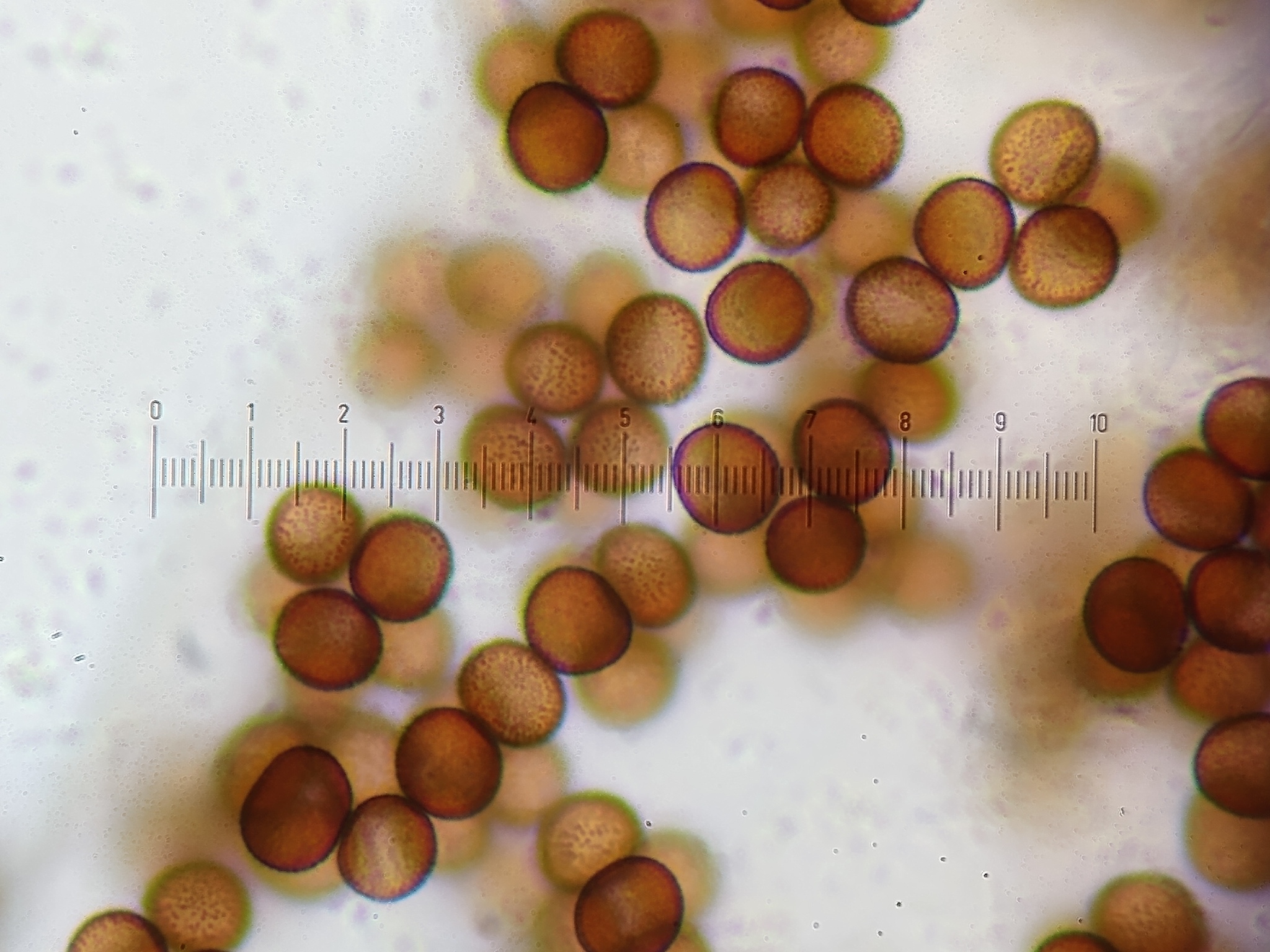
Sporen